# Bill Justice
William „Bill“ Justice (* 9. Februar 1914 in Dayton, Ohio; † 10. Februar 2011 in Santa Monica, Kalifornien) war ein US-amerikanischer Trickfilmzeichner, der von 1937 bis 1979 im Verlauf von 42 Jahren für die Walt Disney Company arbeitete.

## Leben
Er besuchte bis 1935 das John Herron Art Institute, das heute Teil der Indiana University in Indianapolis ist. 1937 wurde er bei Walt Disney angestellt, in den folgenden Jahren wirkte er an Filmen wie Fantasia (1940), Bambi (1942), Alice im Wunderland (1951) und Peter Pan (1953) mit. In Bambi war er für die Animation des Hasen Klopfer (englisch: Thumper) verantwortlich. Auch Ahörnchen und Behörnchen stammen aus seiner Feder.
Als Regisseur inszenierte er vor allem in den 1940er und 1950er Jahren mehrere Kurzfilme, darunter The Grain That Built a Hemisphere aus dem Jahr 1943. 
Ab den 1950er Jahren arbeitete er als Regisseur an verschiedenen Trickfilmen, von denen drei für den Oscar nominiert, jedoch nicht prämiert wurden. Ab 1965 widmete er sich den Attraktionen der Themenparks seines Arbeitgebers. Er trat 1979 in den Ruhestand und lebte mit seiner Frau Kim in Granada Hills in Kalifornien. Mit Justice for Disney hat er ein Buch über seine Arbeit bei Disney veröffentlicht und lebte zuletzt in einem Altersheim, in dem er eines natürlichen Todes verstarb. Er hinterlässt eine Tochter und eine Enkelin.

## Auszeichnungen
- 1992: Golden Award der Motion Picture Screen Cartoonists Awards[3]
- 1996: Auszeichnung als Disney Legend
- 2001: Winsor McCay Award der Annie Awards[3]